# Sophia de Mello Breyner Andresen (film)
Pour plus de détails, voir Fiche technique et Distribution.
Sophia de Mello Breyner Andresen est le premier film du cinéaste portugais João César Monteiro, c'est un court-métrage réalisé en 1969.

## Fiche technique
- Titre origianal :  Sophia de Mello Breyner Andresen
- Dédicace : A la mémoire de Carl Th. Dreyer
- Réalisation et montage : João César Monteiro
- Scénario : poème de Sophia de Mello Breyner Andresen
- Assistant de réalisation : Jorge Silva Melo
- Image : Abel Escoto
- Son : Alexandre Gonçalves
- Production : Ricardo Malheiro
- Noir et Blanc
- 19 min
- Date : 1968-1969

## Distribution
- Sophia de Mello Breyner Andresen
- et sa famille...